# Bildtafel der Verkehrszeichen in Litauen
Die Bildtafel der Verkehrszeichen in Litauen zeigt eine Auswahl der zurzeit in Litauen gültigen Verkehrszeichen. Aus Gründen der Verständlichkeit bestehen die Verkehrszeichen überwiegend aus allgemein bekannten Piktogrammen. Die Zeichen werden durch das Kelių eismo taisyklės geregelt und wurden zuletzt 2018 angepasst. Kleinere Veränderungen und Ergänzungen wurden 2021 beschlossen und werden am 1.1. bzw. 1.6.2022 in Kraft treten.
In Form, Größe und Farbe sind die litauischen Verkehrszeichen zum größten Teil den russischen Verkehrszeichen identisch. Der Verkehrszeichenkatalog gliedert sich in die nachfolgend aufgeführten Gruppen:

## Warnzeichen

Zeichen 101: Beschrankter Bahnübergang
Zeichen 102: Unbeschrankter Bahnübergang
Zeichen 103: Bewegliche Brücke
Zeichen 104: Ufer
Zeichen 105: Kinder
Zeichen 106: Baustelle
Zeichen 107 Kreuzung oder Einmündung mit Vorfahrt von rechts
Zeichen 108: Vorfahrt
Zeichen 109: Vorfahrt (Einmündung von rechts)
Zeichen 110: Vorfahrt (Einmündung von links)
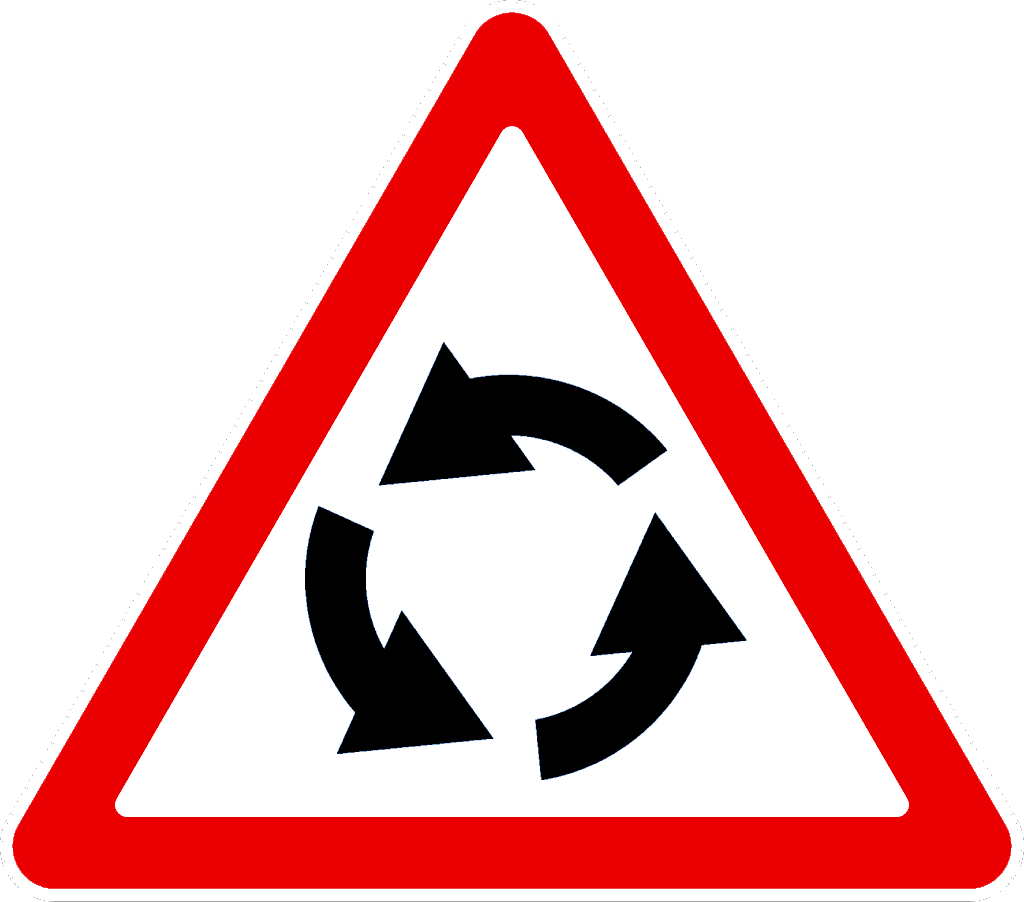
Zeichen 111: Kreisverkehr
Zeichen 112 Lichtsignalanlage
Zeichen 113: Rechtskurve
Zeichen 114: Linkskurve
Zeichen 115: Doppelkurve (erst rechts)
Zeichen 116: Doppelkurve (erst links)
Zeichen 117: Gefälle
Zeichen 118: Steigung
Zeichen 119: Schleudergefahr bei Nässe und Schmutz
Zeichen 120: Unebene Fahrbahn
Zeichen 121: Rollsplitt
Zeichen 122: Seitlicher Absatz
Zeichen 123: Verengte Fahrbahn
Zeichen 124: Einseitig verengte Fahrbahn (rechts)
Zeichen 125: Einseitig verengte Fahrbahn (links)
Zeichen 127: Fußgängerübergang
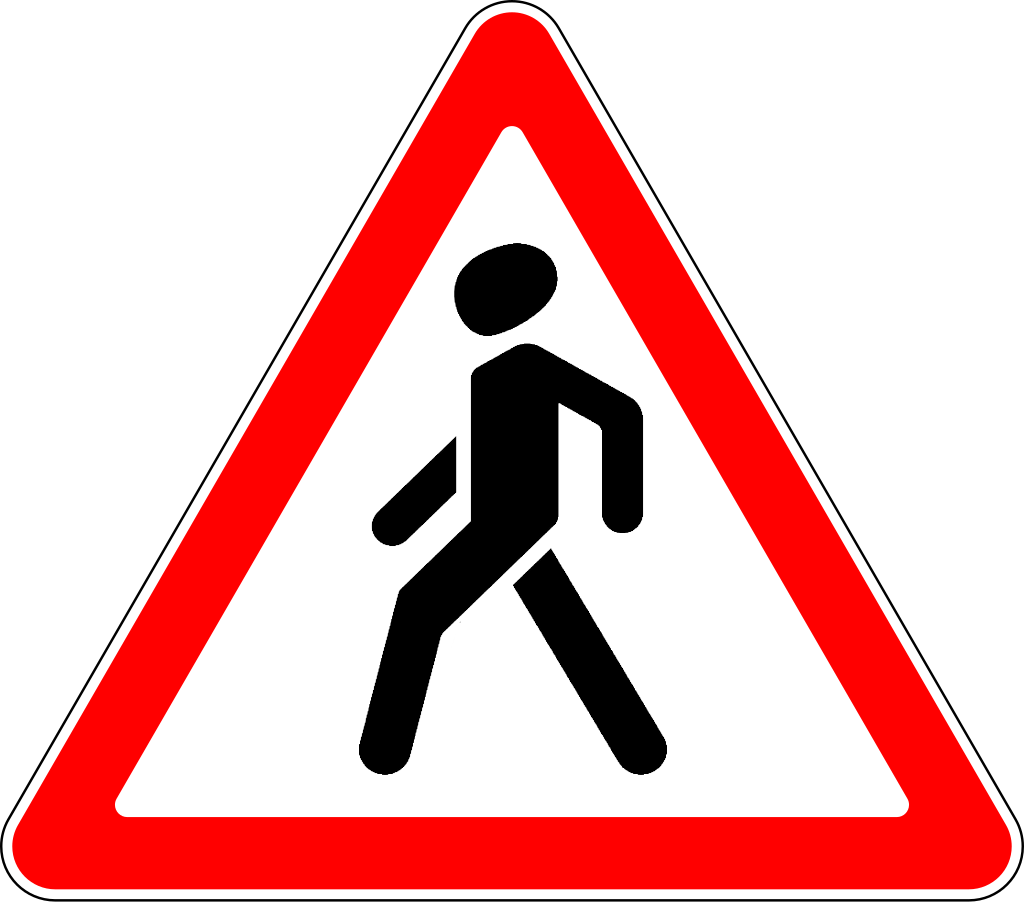
Zeichen 128: Fußgänger kreuzen
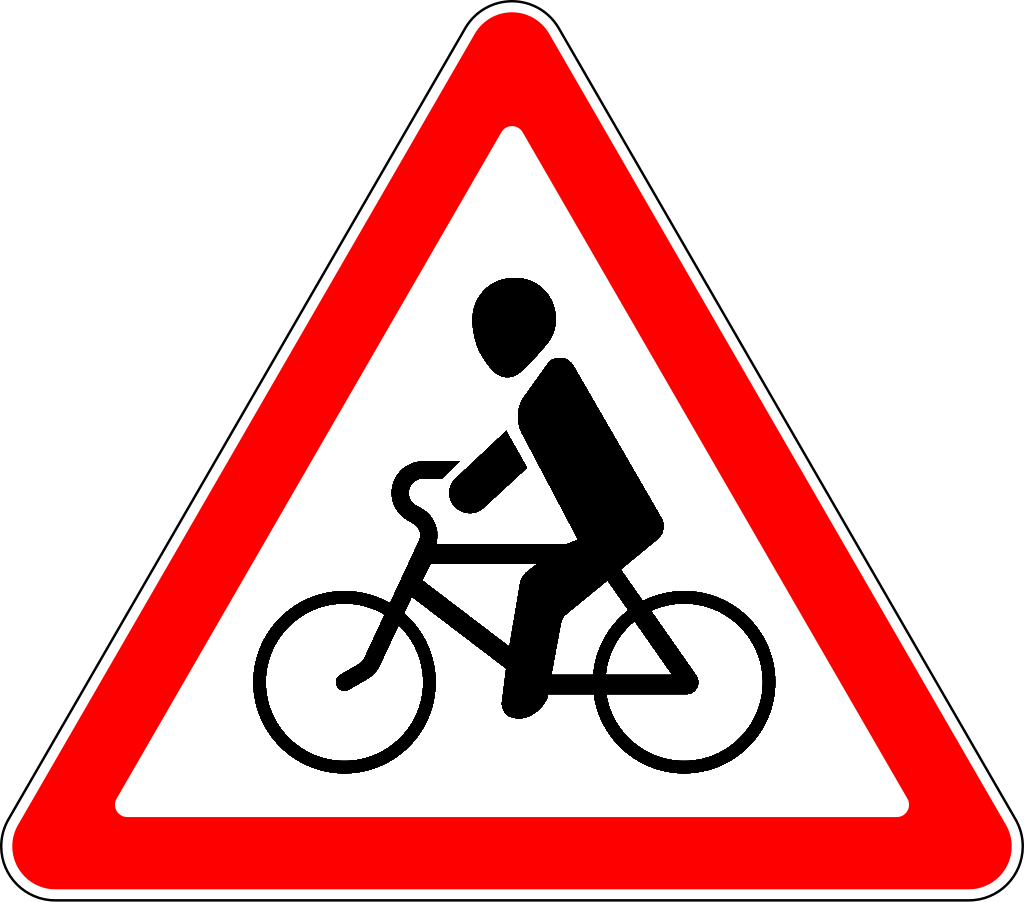
Zeichen 129: Radfahrer kreuzen
Zeichen 130: Viehtrieb, Tiere
Zeichen 131: Wildwechsel
Zeichen 132: Steinschlag (hier von rechts)
Zeichen 133: Seitenwind
Zeichen 134: Flugbetrieb
Zeichen 135: Staugefahr
Zeichen 136: Unfallschwerpunkt
Zeichen 137: Gefahrenstelle
Zeichen 138: Andreaskreuz, eingleisig
Zeichen 139: Andreaskreuz, mehrgleisig
Zeichen 150: Spurrillen
Zeichen 151: Bremsschwelle

## Prioritätszeichen

Zeichen 201: Vorfahrtstraße
Zeichen 202: Ende der Vorfahrtstraße
Zeichen 203: Vorfahrt gewähren!
Zeichen 204: Halt! Vorfahrt gewähren!
Zeichen 205: Dem Gegenverkehr Vorrang gewähren!
Zeichen 206: Vorrang vor dem Gegenverkehr

## Verbotszeichen

Zeichen 303: Verbot für Kraftwagen (und sonstige mehrspurige Kraftfahrzeuge)
Zeichen 304: Verbot für Kraftfahrzeuge mit einem zulässigen Gesamtgewicht über 3,5 t
Zeichen 305: Verbot für Motorräder
Zeichen 306: Verbot für Landwirtschaftliche Fahrzeuge
Zeichen 307: Verbot für Fahrzeuge mit Anhänger
Zeichen 308:
Zeichen 309: Verbot für Fahrräder
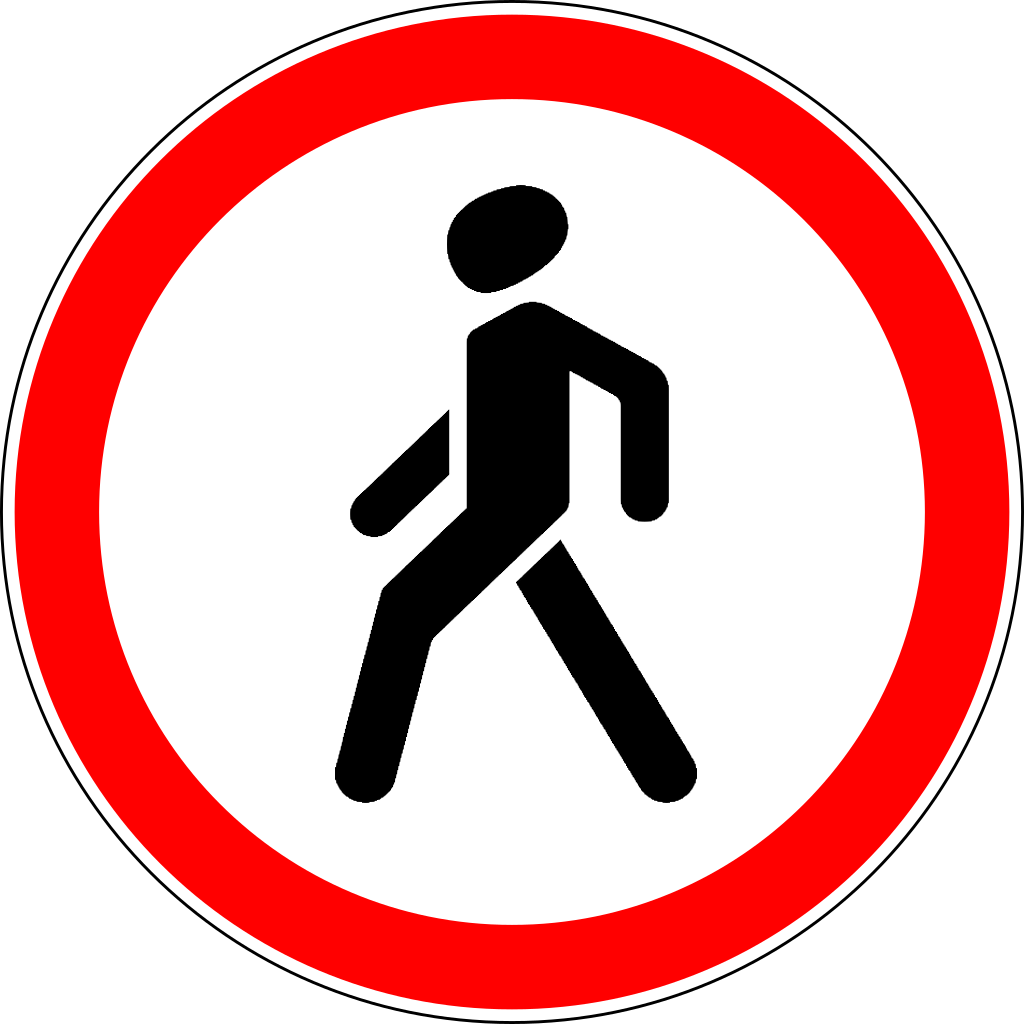
Zeichen 310: Verbot für Fußgänger
Zeichen 311: Verbot für kennzeichnungspflichtige Kraftfahrzeuge mit gefährlichen Gütern
Zeichen 312: Verbot für Kraftfahrzeuge aller Art
Zeichen 313: Verbot für Fahrzeuge aller Art
Zeichen 314: Verbot für Fahrzeuge über angegebenes tatsächliches Gewicht
Zeichen 315: Verbot für Fahrzeuge über angegebene tatsächliche Achslast
Zeichen 316: Verbot für Fahrzeuge über angegebene Höhe einschließlich Ladung
Zeichen 317: Verbot für Fahrzeuge über angegebene Breite einschließlich Ladung
Zeichen 318: Verbot für Fahrzeuge über angegebene Länge einschließlich Ladung
Zeichen 319: Verbot des Fahrens ohne einen Mindestabstand
Zeichen 320: Halten zum genannten Zweck
Zeichen 320a: Halten zum genannten Zweck
Zeichen 321: Halten – Polizei
Zeichen 322: Verbot des Abbiegens nach rechts
Zeichen 323: Verbot des Abbiegens nach links
Zeichen 324: Verbot des Wendens
Zeichen 325: Überholverbot für Kraftfahrzeuge aller Art
Zeichen 326: Ende des Überholverbotes für Kraftfahrzeuge aller Art
Zeichen 327: Überholverbot für Kraftfahrzeuge mit einer zulässigen Gesamtmasse über 3,5 t, einschließlich ihrer Anhänger, und für Zugmaschinen. Ausgenommen Personenkraftwagen und Kraftomnibusse
Zeichen 328: Ende des Überholverbotes für Kraftfahrzeuge mit einer zulässigen Gesamtmasse über 3,5 t, einschließlich ihrer Anhänger, und für Zugmaschinen. Ausgenommen Personenkraftwagen und Kraftomnibusse
Zeichen 329: zulässige Höchstgeschwindigkeit
Zeichen 330: Ende der zulässigen Höchstgeschwindigkeit
Zeichen 331: Verbot des Hupens
Zeichen 332: Parkverbot
Zeichen 333: Halteverbot
Zeichen 334: Halteverbot an geraden Tagen
Zeichen 335: Halteverbot an ungeraden Tagen
Zeichen 336: Ende sämtlicher streckenbezogener Geschwindigkeitsbeschränkungen und Überholverbote
Zeichen 337:Verbot fur Mofas
Zeichen 338: Verbot für nicht kennzeichnungspflichtige Kraftfahrzeuge mit gefährlichen Gütern
Zeichen 339: Verbot für Fahrzeuge mit wassergefährdender Ladung

## Obligatorische Zeichen

Zeichen 401: Vorgeschriebene Fahrtrichtung – geradeaus
Zeichen 402: Vorgeschriebene Fahrtrichtung – rechts
Zeichen 403: Vorgeschriebene Fahrtrichtung – links
Zeichen 404: Vorgeschriebene Fahrtrichtung – geradeaus oder rechts
Zeichen 405: Vorgeschriebene Fahrtrichtung – geradeaus oder links
Zeichen 406: Vorgeschriebene Fahrtrichtung – links oder rechts
Zeichen 407: Vorgeschriebene Fahrtrichtung – rechts vorbei
Zeichen 408: Vorgeschriebene Fahrtrichtung – links vorbei
Zeichen 409: Vorgeschriebene Fahrtrichtung – rechts oder links vorbei
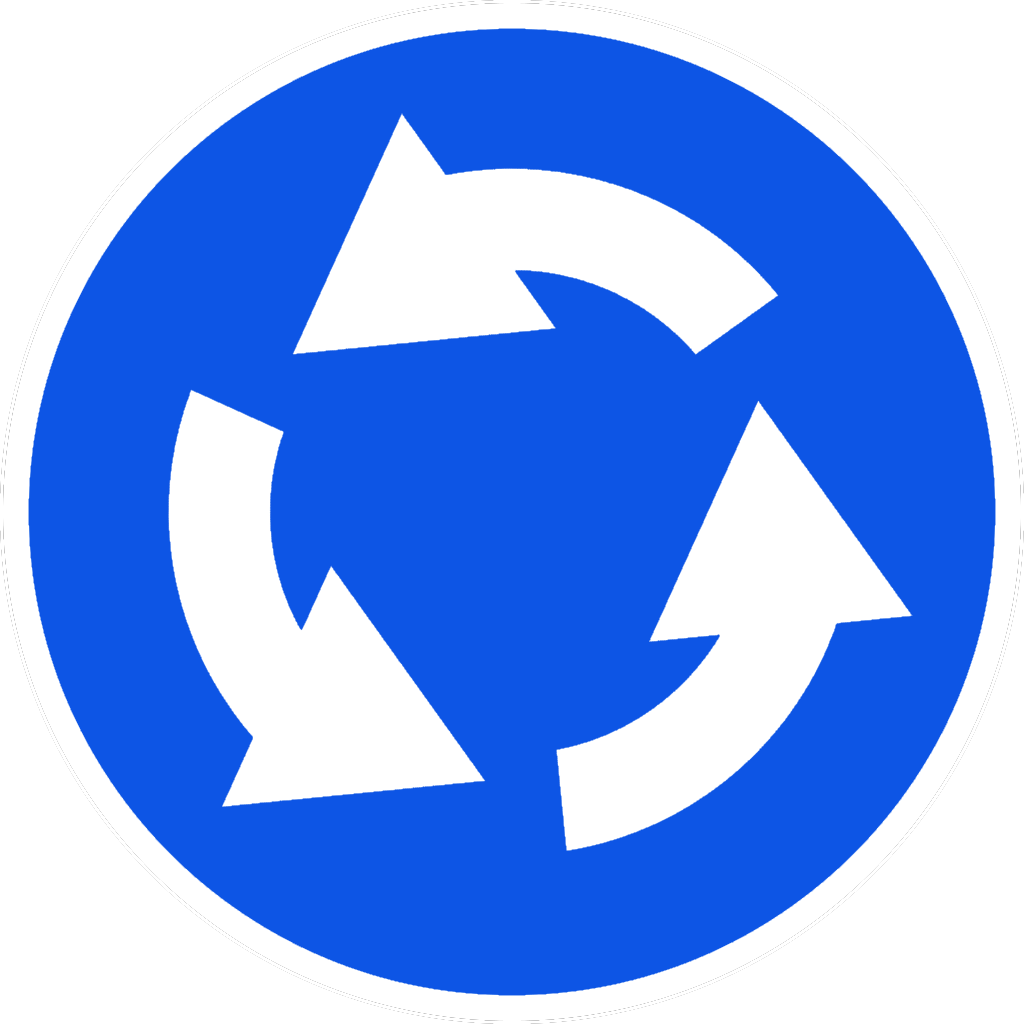
Zeichen 410: Kreisverkehr
Zeichen 411: Radweg
Zeichen 412: Gehweg
Zeichen 413: Gemeinsamer Rad- und Gehweg
Zeichen 413a: Getrennter Rad- und Gehweg
Zeichen 414: Vorgeschriebene Mindestgeschwindigkeit
Zeichen 415: Ende der vorgeschriebenen Mindestgeschwindigkeit
Zeichen 416: Vorgeschriebene Fahrtrichtung für Gefahrguttransporte

## Regulationssignale

Zeichen 501: Autobahn
Zeichen 502: Ende der Autobahn
Zeichen 504: Gegenverkehr
Zeichen 516: Einengungstafel
Zeichen 518: Fahrstreifentafel, Darstellung mit Gegenverkehr
Zeichen 521: Fahrstreifentafel (Beginn einer zweispurigen Straße) mit Zeichen 304 für die linke Spur
Zeichen 522: Fahrstreifentafel
Zeichen 523: Fahrstreifentafel, Darstellung mit Gegenverkehr und Busspur in Fahrtrichtung
Zeichen 524: Fahrstreifentafel, Darstellung mit Gegenverkehr und Busspur entgegen der Fahrtrichtung
Zeichen 529: Parkplatz (2 Stunden)
Zeichen 530: Parkplatz (8:00 bis 20:00 Uhr)
Zeichen 531: Parkplatz nach 30 Metern
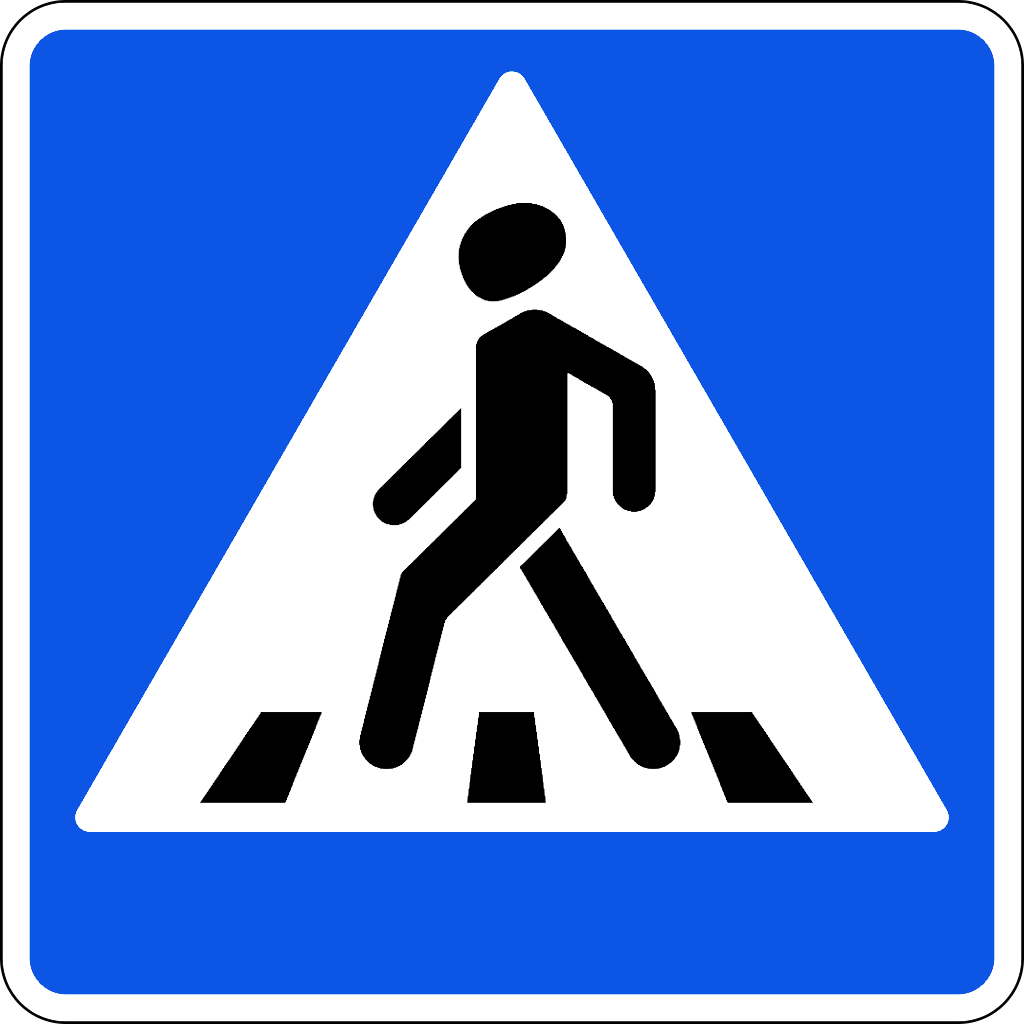
Fußgängerüberweg
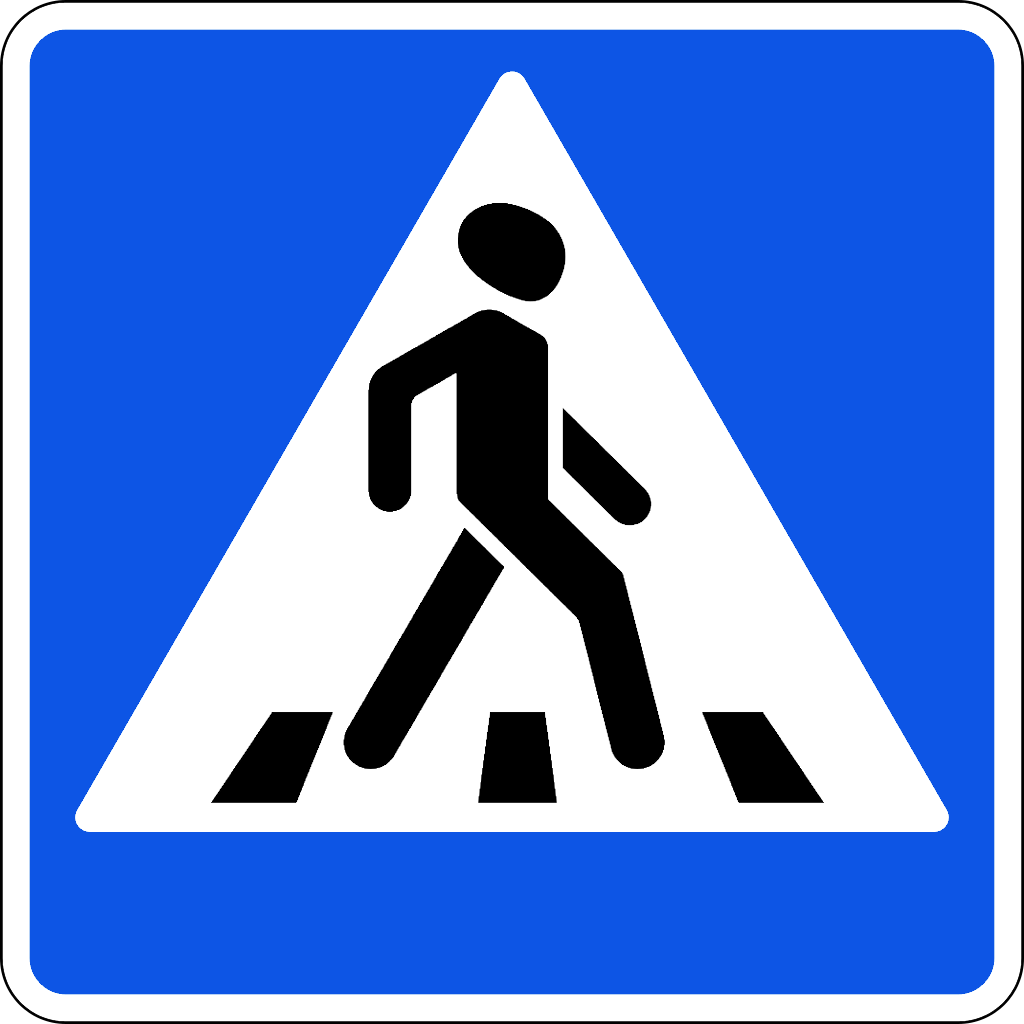
Fußgängerüberweg
Fußgängertreppe
Zeichen 540: Zonenparkverbot (mit Uhrzeitsangabe, hier 8:00 bis 18:00 Uhr)
Zeichen 541: Beginn der Parkzone
Zeichen 542: Beginn einer Tempo-40-Zone
Zeichen 543: Ende des Zonenparkverbotes
Zeichen 544: Ende der Parkzone
Zeichen 545: Ende einer Tempo-40-Zone
Zeichen 546: Beginn eines Tunnels
Zeichen 547: Ende eines Tunnels
Zeichen 550: Ortstafel
Zeichen 550a: Beginn der geschlossenen Bebauung
Zeichen 550b: Beginn der geschlossenen Bebauung
Zeichen 551: Ortsende
Zeichen 551a: Ende der geschlossenen Bebauung
Zeichen 551b: Ende der geschlossenen Bebauung
Zeichen 552: Beginn einer Wohnstraße
Zeichen 553: Ende einer Wohnstraße
Zeichen 554: Stop
Zeichen 557
Zeichen 558: Nothaltebucht

## Informationszeichen

Zeichen 601: Autobahnwegweiser
Zeichen 602: Kreisverkehrwegweiser
Zeichen 603: Wegweiser in geschlossenen Ortschaften
Zeichen 605: Wegweiser auf Magistralinis kelias
Zeichen 606
Zeichen 608: Wegweiser / Ortientierungstafel
Zeichen 609: Blockumfahrung
Zeichen 611: Sackgasse
Zeichen 612: Ortsanfang
Zeichen 613: Ortsende
Zeichen 614: Name des Flusses
Zeichen 617
Zeichen 618: Ortientierungstafel
Zeichen 619: Allgemeine Geschwindigkeitsbeschränkung
Zeichen 620
Zeichen 624: Umleitungsskizze
Zeichen 625
Zeichen 626
Zeichen 627
Zeichen 635: Grenzübergang
Zeichen 636: Radarkontrolle
Zeichen 636a: Radarkontrolle

## Service-Signale

Zeichen 703: Tankstelle
Zeichen 704: Werkstatt
Zeichen 707: Restaurant/Imbiss
Zeichen 708: Autobahnkiosk
Zeichen 711: Campingplatz
Zeichen 712: Camping- und Zeltplatz
Zeichen 714: Polizeistation
Zeichen 715: Toilette
Zeichen 716: Bademöglichkeit
Zeichen 717: Hinweistafel Radiosender (mit Frequenzangabe)
Zeichen 719: Zollstation
Zeichen 720: Flugplatz
Zeichen 721: Internet
Zeichen 722: Touristeninformation
Zeichen 723: Rastplatz mit Gaststätte
Zeichen 724: Ferienhaus
Zeichen 725: Attraktion
Zeichen 726: Verkauf von Angelscheinen
Zeichen 727: Golfplatz
Zeichen 728: Reitweg
Zeichen 729: Schlepplift
Zeichen 730: Bushaltestelle
Zeichen 731
Zeichen 732: Autofähre

## Ergänzungspaneele

Zeichen 801: Entfernung (400 Meter)
Zeichen 802: 100 Meter nach rechts
Zeichen 803: 25 Meter nach links
Zeichen 804: Ankündigung des Zeichens „Halt“
Zeichen 805: Abschnittslänge
Zeichen 806: Beginn eines Abschnittes in 20 Metern
Zeichen 816
Zeichen 820
Zeichen 824
Zeichen 825
Zeichen 826: Zeitliche Beschränkung (nur 17:00 bis 20:00 Uhr)
Zeichen 827: Zeitliche Beschränkung (nur samstags, sonntags und feiertags 17:00 bis 20:00 Uhr)
Zeichen 828: Zeitliche Beschränkung (nur werktags 17:00 bis 20:00 Uhr)
Zeichen 829
Zeichen 840: Mit Bargeld bezahlen
Zeichen 840a
Zeichen 841: Schlechter Fahrbahnrand
Zeichen 843: Verlauf der Vorfahrtstraße an Kreuzungen (von oben nach links)
Zeichen 846: Nur Schwerbehinderte
Zeichen 847: außer Schwerbehinderte
Zeichen 848: bei Schneeglätte
Zeichen 849
Zeichen 849a
Zeichen 850
Zeichen 850a
Zeichen 851
Zeichen 852: Nur Krafträder
Zeichen 853: außer Fahrräder
Zeichen 854: Nur Elektrofahrzeuge
Zeichen 855: außer Elektrofahrzeuge